# Lauderdale (dal)
Lauderdale är en dal i Storbritannien.   Den ligger i riksdelen Skottland, i den centrala delen av landet, 500 km norr om huvudstaden London.